# Turbicellepora nodulosa
Turbicellepora nodulosa is een mosdiertjessoort uit de familie van de Celleporidae. De wetenschappelijke naam van de soort is voor het eerst geldig gepubliceerd in 1886 door Lorenz.